# Provincias de Camboya
Camboya está dividida en 25 provincias (en camboyano: ខេត្ត , khaet, singular y plural). La capital, Nom Pen, no es una provincia, sino un "municipio autónomo", equivalente a una provincia gubernamental y administrada al mismo nivel que las otras 24 provincias.
Nom Pen tiene la población elevada y la densidad de población más alta de todas las provincias, pero es la segunda más pequeña en superficie terrestre. La provincia de mayor extensión es Mondol Kirí y la más pequeña es Kep, que también es la provincia menos poblada. Mondol Kirí tiene la densidad de población más baja.
Cada provincia es administrada por un gobernador, que es designado por el Ministerio del Interior, sujeto a la aprobación del primer ministro.
Las provincias se dividen en distritos (srok, en camboyano: ស្រុក) / khan (en camboyano: ខណ្ឌ ). Los distritos de Nom Pen se llaman khan. El número de distritos en cada provincia varía, desde dos en las provincias más pequeñas hasta 14 en Battambang, Prey Veng y Siem Reap. Otros niveles de subdivisión son khum (en camboyano: ឃុំ , comunas) o sangkat (en camboyano: សង្កាត់, cuartos) y finalmente, phum (en camboyano: ភូមិ, pueblos). En Nom Pen, sangkat se usa en lugar de khum y, al igual que khan.

## Lista de provincias
| Nombre            | Nombre nativo | Capital         | Población (2019) | Área (km²) | Densidad de población | ISO   |
| ----------------- | ------------- | --------------- | ---------------- | ---------- | --------------------- | ----- |
| Banteay Mean Chey | បន្ទាយមានជ័យ      | Sisophon        | 859 545          | 6 679      | 129                   | KH-1  |
| Battambang        | បាត់ដំបង         | Battambang      | 987 400          | 11 702     | 84                    | KH-2  |
| Kompung Cham      | កំពង់ចាម         | Kompung Cham    | 895 763          | 4 549      | 197                   | KH-3  |
| Kompung Chinang   | កំពង់ឆ្នាំង        | Kompung Chinang | 525 932          | 5 521      | 95                    | KH-4  |
| Kompung Speu      | កំពង់ស្ពឺ         | Kompung Speu    | 872 219          | 7 017      | 124                   | KH-5  |
| Kompung Thom      | កំពង់ធំ          | Kompung Thom    | 677 260          | 13 814     | 49                    | KH-6  |
| Kampot            | កំពត           | Kampot          | 592 845          | 4 873      | 122                   | KH-7  |
| Kandal            | កណ្តាល          | Ta Khmau        | 1 195 547        | 3 179      | 376                   | KH-8  |
| Koh Kong          | កោះកុង           | Koh Kong        | 123 618          | 10 090     | 12                    | KH-9  |
| Kratié            | ក្រចេះ           | Kratié          | 327 825          | 11 094     | 34                    | KH-10 |
| Mondol Kirí       | មណ្ឌលគិរី        | Sen Monorom     | 88 649           | 14 288     | 6                     | KH-11 |
| Nom Pen           | ភ្នំពេញ          | Daun Penh       | 2 129 371        | 679        | 3 136                 | KH-12 |
| Preah Wijía       | ព្រះវិហារ         | Tbeng Mean Chey | 251 352          | 13 788     | 18                    | KH-13 |
| Prey Veng         | ព្រៃវែង          | Prey Veng       | 1 057 428        | 4 883      | 217                   | KH-14 |
| Pursat            | ពោធិ៍សាត់          | Pursat          | 411 759          | 12 692     | 32                    | KH-15 |
| Ratanak Kiri      | រតនគិរី         | Banlung         | 204 027          | 10 782     | 19                    | KH-16 |
| Siem Reap         | សៀមរាប          | Siem Reap       | 1 006 512        | 10 299     | 98                    | KH-17 |
| Sihanoukville     | ព្រះសីហនុ         | Sihanoukville   | 302 887          | 1 938      | 156                   | KH-18 |
| Stung Treng       | ស្ទឹងត្រែង        | Stung Treng     | 159 565          | 11 092     | 14                    | KH-19 |
| Svay Rieng        | ស្វាយរៀង         | Svay Rieng      | 524 554          | 2 966      | 177                   | KH-20 |
| Takéo             | តាកែវ           | Takéo           | 899 485          | 3 563      | 252                   | KH-21 |
| Oddar Mean Chey   | ឧត្តរមានជ័យ      | Samraong        | 261 252          | 6 158      | 42                    | KH-22 |
| Kep               | កែប            | Kep             | 41 798           | 336        | 124                   | KH-23 |
| Pailín            | ប៉ៃលិន           | Pailín          | 71 600           | 803        | 89                    | KH-24 |
| Tboung Khmum      | ត្បូងឃ្មុំ         | Suong           | 775 296          | 5 250      | 148                   | KH-25 |

## Historia
- 1975: El gobierno de los Jemeres rojos eliminó todas las antiguas divisiones administrativas tradicionales de Camboya. En lugar de provincias, la Kampuchea Democrática se dividió en siete zonas geográficas (damban en camboyano: តំបន់): Noroeste, Norte, Nordeste, Este, Sudoeste, Oeste y Centro. Estas zonas se derivaron de las divisiones establecidas por el Jemer Rojo cuando lucharon contra la República Jemer durante la guerra civil camboyana.[2]

- 2008: el 22 de diciembre de 2008, el rey Norodom Sihamoní firmó un decreto que transformó los municipios de Kep, Pailin y Sihanoukville en municipios provinciales, además de ajustar varias fronteras provinciales.[3]

- 2018: en septiembre de 2018, el ministro del interior, Sar Kheng, propuso establecer dos provincias más, con áreas tomadas de las provincias de Kandal, Mondol Kirí y Ratanak Kirí.[4] El primer ministro Hun Sen rechazó el plan.